# Yidalpta
Yidalpta là một chi bướm đêm thuộc họ Erebidae.

## Loài
- Yidalpta aequiferalis Walker, 1865
- Yidalpta auragalis Guenée, 1854
- Yidalpta flavagalis Guenée, 1854
- Yidalpta selenialis Snellen, 1872